# Övre Långvattnet
Övre Långvattnet är en sjö i Strömsunds kommun i Jämtland och ingår i Ångermanälvens huvudavrinningsområde. Sjön har en area på 0,569 kvadratkilometer och ligger 403 meter över havet. Övre Långvattnet ligger i Frostvikenfjällen Natura 2000-område. Sjön avvattnas av vattendraget Storån (Risedeån).

## Delavrinningsområde
Övre Långvattnet ingår i det delavrinningsområde (715361-145826) som SMHI kallar för Utloppet av Övre Långvattnet. Medelhöjden är 518 meter över havet och ytan är 7,8 kvadratkilometer. Räknas de 80 avrinningsområdena uppströms in blir den ackumulerade arean 218,93 kvadratkilometer. Storån (Risedeån) som avvattnar avrinningsområdet har biflödesordning 3, vilket innebär att vattnet flödar genom totalt 3 vattendrag innan det når havet efter 278 kilometer. Avrinningsområdet består mestadels av skog (93 procent). Avrinningsområdet har 0,57 kvadratkilometer vattenytor vilket ger det en sjöprocent på 7,3 procent.